# Distrito de Ilave
El distrito de Ilave es uno de los cinco que conforman la provincia de El Collao, ubicada en el departamento de Puno en el Sur del Perú. 
Está ubicado 50 km al sur de la ciudad de Puno a 3850 m. s. n. m., en la meseta del Collao.

## Geografía física

### Localización
El distrito de Ilave es uno de los 5 distritos de la provincia de El Collao. Se ubica al sur de la provincia de El Collao, a una distancia de 50 km de la ciudad de Puno, por encima de los 3850 m s. n. m. en el altiplano de los andes centrales (meseta del Collao).
| Coordenadas geográficas                                                                   |
| - Latitud: 16º 06' 10" S - Longitud: 69° 36' 22" O - Coordenadas UTM: 19 K 435183 8219601 |

### Orografía
La ciudad de Ilave se encuentra a una altitud de 3850 metros sobre el nivel del mar, en la región de la sierra, con un declive hacia el sudeste en la zona urbana.
Su topografía es característica del altiplano, con extensiones regularmente planas rodeadas por colinas. Situándose al centro de la ciudad en una parte alta de una colina, es prácticamente limitada al sur y este por el río Ilave, teniendo una pequeña urbanización (San Cristóbal) en el margen derecho del río Ilave. El norte y oeste con extensiones planas, son las zonas de expansión urbana de la ciudad, hoy dedicadas a áreas agrícolas y de pastoreo.

### Clima
Por su situación geográfica, el clima durante todo el año es propio del altiplano, frígido, seco y templado, estas condiciones especiales se presentan durante todo el año, por la presencia del Lago Titicaca, teniendo ligeras variaciones de acuerdo a cada estación. Su temperatura promedio fluctúa entre los 8 °C y 15 °C, la precipitación anual promedio, según la estación meteorológica es del orden de 725 mm.
Las precipitaciones obedecen a una periodicidad anual de 4 meses (diciembre a marzo). Se debe hacer notar que esta periodicidad, a pesar de normar las campañas agrícolas, puede variar según características pluviales del año, originando inundaciones o sequías. En épocas de lluvia normal todas las aguas de la ciudad, escurren al Lago, por lo tanto los pequeños riachuelos que se forman en las partes planas, se filtran al suelo, ya que este es un suelo arenoso.
Entre los vientos predominantes tenemos la brisa del lago y los periódicos que generalmente soplan de oeste a este y de este a oeste, pero estos se acentúan con mayor intensidad en los meses de julio a septiembre, el resto del tiempo se presente con menor intensidad.

### Suelo
El suelo que predomina en la ciudad de Ilave está conformada por terreno areno-arcilloso. En general, el suelo tiene una capacidad portante de mala a intermedia.

## Demografía
Según el último censo del año 2007 del INEI es de 54 138 habitantes

## Autoridades

### Municipales
- 2019 - 2022[2]
  - Alcalde: Villanueva Maquera Resalaso, del Movimiento de Integración por el Desarrollo Regional (Mi región).
  - Regidores:

  1. Oswaldo Choque Chura (Movimiento de Integración por el Desarrollo Regional (Mi región))
  2. Eulogio Apaza Yujra (Movimiento de Integración por el Desarrollo Regional (Mi región))
  3. Ernestina Flores Quispe (Movimiento de Integración por el Desarrollo Regional (Mi región))
  4. Isaac Challo Curo (Movimiento de Integración por el Desarrollo Regional (Mi región))
  5. Gilberto Gil Ccallo Jarecca (Movimiento de Integración por el Desarrollo Regional (Mi región))
  6. Julio Cesar Navarro Maron (Movimiento de Integración por el Desarrollo Regional (Mi región))
  7. Carmelo Vidales Villalva (Gestionando Obras y Oportunidades con Liderazgo)
  8. Germán Quispe Jinez (Siempre Unidos)
  9. Jaime Francisco Ticona Maquera (Poder Andino)

## Economía
La agropecuaria es la principal actividad económica ocupando en promedio 40% de la Población Económicamente Activa (PEA), la segunda actividad es el comercio, principalmente por las ferias dominicales donde son comercializados los productos agropecuarios y de consumo (alimentos, vestimentas, etc).
como también uno de sus fuentes de ingreso es el turismo

## Transportes
La ciudad de Ilave tiene acceso terrestre, mediante la carretera Panamericana Sur Puno – desaguadero y por vía Lacustre, utiliza el Lago Titicaca empleando balsas de totora, botes, lanchas. Concurrido por los pobladores ribereños.

## Cultura
La población es multilingüe, hablando aimara y castellano, siendo predominante el aimara en la zona rural. En el distrito de Ilave se celebran diversas fiestas patronales en la que participan tanto los pobladores de las zonas urbana y rural, conservando sus tradiciones y costumbres. Entre estas, se puede mencionar las más importantes:
- - Fiesta de Santa Cruz el 2 de mayo
- - Fiesta de San Martín de Porres el 6 de mayo
- - Fiesta de San Miguel el 29 de septiembre

Desde el punto de vista jerárquico de la Iglesia católica forma parte de la Prelatura de Juli en la Arquidiócesis de Arequipa.